# Битка при Тифернум
Битката при Тифернум (на латински: Tifernum; 297 пр.н.е.) е битка през Третата самнитска война между Римската република и самнитите. Състои се през 297 пр.н.е. близо до Чита ди Кастело в провинция Перуджа в Централна Италия.
Командир на 25 000 самнити е Стаций Гелий. Римляните (20 000) с командири консула Квинт Фабий Максим Рулиан и трибуна Луций Корнелий Сципион Барбат имат победа.